# Unione Sportiva Veloci Embriaci
L'Unione Sportiva Veloci Embriaci, nota semplicemente come Veloci Embriaci, è stata una società calcistica italiana con sede a Genova.

## Storia
L'U.S. Veloci Embriaci è stata una della squadre più rilevanti nel panorama del calcio dilettantistico ligure, soprattutto negli anni venti, tanto da partecipare ad un campionato di Seconda Divisione, il torneo cadetto dell'allora massima associazione del calcio italiano, la Lega Nord; il club nero-azzurro si è sciolto nel 1936.